# Melissa Wijfje
Melissa Wijfje (Ter Aar, 21 luglio 1995) è una pattinatrice di velocità su ghiaccio olandese.

## Palmarès

### Mondiali distanza singola
- 1 medaglia:
  - 1 argento (inseguimento a squadre a Salt Lake City 2020).

### Europei
- 3 medaglie:
  - 2 ori (inseguimento a squadre a Kolomna 2018; inseguimento a squadre a Heerenven 2020);
  - 1 bronzo (mass start a Heerenven 2020).

### Coppa del Mondo
- Miglior piazzamento nella Coppa del Mondo 1500 m: 4ª nel 2020.
- Miglior piazzamento nella Coppa del Mondo lunghe distanze: 4ª nel 2017.
- Miglior piazzamento nella Coppa del Mondo mass start: 5ª nel 2020.
- 4 podi (2 individuali, 2 a squadre):
  - 2 secondi posti (tutti a squadre);
  - 2 terzi posti (tutti individuali).

### Mondiali juniores
- 8 medaglie:
  - 5 ori (1500 m a Bjugn 2014; classifica generale, 1500 m, 3000 m e mass start a Varsavia 2015);
  - 3 argenti (classifica generale, 1500 m e 3000 m a Bjugn 2014).